# Sol (antiga moeda do Peru)

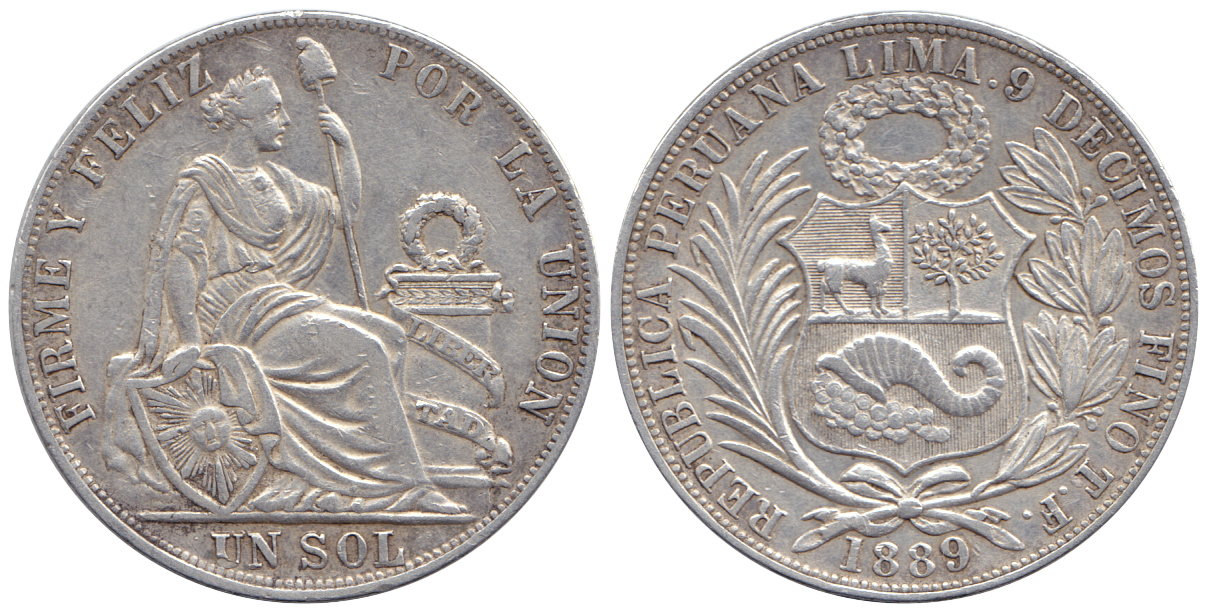
Moeda de 1 sol 1889

O sol (plural: sóis) foi a moeda do Peru entre 1863 e 1985.
Foi substituído pelo inti, que por sua vez foi substituído pelo novo sol. Em 2015, com a lei n° 30381, o nome "sol" foi retomado pelo Congresso da República do Peru.